# 辛万青
辛万青（1965年2月—），男，江西万载人，生于山东兰陵，中国运载火箭技术专家，中国航天科技集团有限公司第一研究院研究员，中国科学院院士。